# ارتم تووکخ
ارتم تووکخ (اوکراینی: Артем Ігорович Товкач؛ زادهٔ ۳۰ دسامبر ۲۰۰۲) بازیکن فوتبال اهل اوکراین است.